# Riesengleitbeutler
Die Riesengleitbeutler (Petauroides), auch Großflugbeutler genannt, sind eine in Australien lebende Beutelsäugergattung. Trotz ihrer Gleitmembranen gehören sie nicht zur Familie der Gleitbeutler, sondern werden bei den Ringbeutlern (Pseudocheiridae) eingeordnet. Ursprünglich war die Gattung monotypisch mit Petauroides volans als einziger Art. Im 2015 erschienenen Beuteltierband des „Handbook of the Mammals of the World“, einem Standardwerk der Mammalogie, werden die Unterarten von Petauroides volans als eigenständige Arten geführt, so dass die Gattung nun drei Arten umfasst:
- Den Nördlichen Großflugbeutler (Petauroides minor),
- den Mittleren Großflugbeutler (Petauroides armillatus) und
- den Südlichen Großflugbeutler (Petauroides volans).[1]

Die Einteilung in drei Arten wurde im November 2020 durch Vergleiche der DNA bestätigt.

## Beschreibung
Trotz der oberflächlichen Ähnlichkeit mit den Gleitbeutlern unterscheiden sich die Anordnung der Gleitmembranen und die Flughaltung deutlich von diesen. Die Flughäute erstrecken sich von den Ellbogen bis zu den Knien, während des Gleitfluges winkeln die Riesengleitbeutler die Arme an den Ellbogen ab und legen die Hände unter der Brust zusammen, wodurch sich von unten eher ein dreieckiges Erscheinungsbild bietet. Die Fellfärbung dieser Tiere variiert erheblich – es kann an der Oberseite schwarz, grau oder sogar weiß sein, die Unterseite ist heller, oft ganz weiß. Es gibt auch dunkel gefärbte Tiere mit weißem Kopf. Das Gesicht ist durch die kurze Schnauze und die großen runden Ohren charakterisiert. Der lange Schwanz ist bis auf die Unterseite der Schwanzspitze dicht behaart, er kann als Greifschwanz verwendet werden. Riesengleitbeutler erreichen eine Kopfrumpflänge von 30 bis 48 Zentimetern, der Schwanz wird 40 bis 55 Zentimeter lang, und das Gewicht der Tiere beträgt 0,7 bis 1,5 Kilogramm.

## Verbreitung und Lebensraum
Riesengleitbeutler leben im östlichen Australien, ihr Verbreitungsgebiet erstreckt sich von Queensland bis Victoria. Ihr Lebensraum sind Wälder, man findet sie meist in Eukalyptuswäldern, aber nicht im Regenwald.

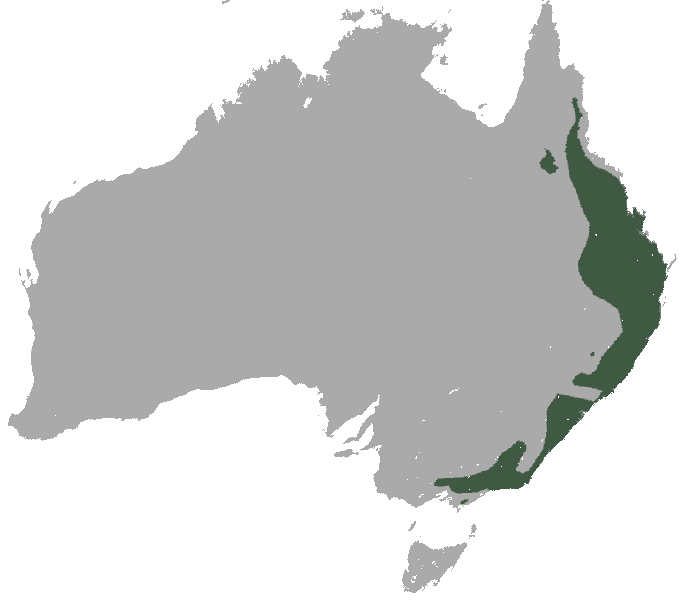
Verbreitungskarte der Riesengleitbeutler

## Lebensweise
Riesengleitbeutler sind nachtaktiv und verbringen nahezu ihr ganzes Leben in den Bäumen. Im Gegensatz zu den als agile Tiere geltenden Gleitbeutlern sind ihre Bewegungen bedächtig. Auch die Gleitfähigkeiten gelten als weniger gut entwickelt. Allerdings können sie mit ihrem Schwanz während des Gleitfluges die Richtung um bis zu 90 Grad ändern.
Sie sind Einzelgänger, die ein Territorium von etwa 1 bis 3 Hektar Größe bewohnen. Während sich die Reviere von Weibchen überlappen können, grenzen die Männchen ihr Territorium gegenüber Geschlechtsgenossen deutlich ab. Zum Schlafen benutzen sie Baumhöhlen, die sie oft mit Blättern auskleiden; ein Tier kann in seinem Revier bis zu 18 solcher Schlafstätten haben. In der Nacht begeben sich die Tiere auf Nahrungssuche, wobei sie sehr wählerisch sind und fast nur Eukalyptusblätter zu sich nehmen.

## Fortpflanzung
Die Weibchen haben einen gut entwickelten Beutel mit zwei Zitzen. Die Paarungszeit beginnt im März, und zwischen April und Juni kommt meist ein einzelnes Jungtier zur Welt. Dieses verbringt bis zu sechs Monate im Beutel der Mutter und bleibt anschließend noch vier Monate in deren Nest. Manchmal reitet es auch auf ihrem Rücken. Mit 10 bis 13 Monaten werden Jungtiere selbstständig, die Geschlechtsreife erlangen sie in ihrem zweiten Lebensjahr. Ihre Lebenserwartung wird auf bis zu 15 Jahre geschätzt.

## Bedrohung
Riesengleitbeutler benötigen als Lebensraum ein Gebiet mit vielen alten Bäumen und reagieren sehr sensibel auf Waldrodungen. Insgesamt sind sie aber noch weit verbreitet und zählen nicht zu den bedrohten Arten.

## Systematik
Die Fähigkeit zum Gleiten hat sich bei den Beuteltieren dreimal unabhängig voneinander entwickelt, was sich auch in Unterschieden in Details zeigt. Daher sind die Riesengleitbeutler näher mit den (nicht gleitfähigen) Ringbeutlern verwandt als mit den Gleitbeutlern oder Zwerggleitbeutlern. Ihr nächster Verwandter ist der Lemuren-Ringbeutler, der zwischen seinen Gliedmaßen angedeutete Gleitmembranen hat.